# 階級的大衆政党
階級的大衆政党（かいきゅうてきたいしゅうせいとう）とは、1949年から1986年までの日本社会党の自己規定である。中間層を遅れた階級と見做し、労働者階級こそが変革推進の階級だと規定した、社会党左派の路線でもある。以下、原則として日本における事例を取り上げる。

## 概要
芦田内閣の疑獄事件の結果としての1949年衆議院議員選挙では、日本社会党が大幅に議席を減らし、党勢の建て直しが求められた。稲村順三が階級政党論、森戸辰男が国民政党論を提起し森戸・稲村論争と呼ばれる路線論争がたたかわされたが、労働運動家の大量入党により、勝間田清一が調整した階級的大衆政党論が採択された。1955年の社会党再統一の際も、階級的大衆政党の概念と用語は統一社会党綱領（第三章）に明記された。
その後、西尾派との論争、長期低落傾向以後の左右対立の中で、階級的大衆政党の堅持を主張する社会党左派と国民政党への党性格変更を主張する社会党右派の間で激しい論争が繰り返された。左派の影響力の後退と社共共闘の終焉により右派勢力が台頭、1986年決定の日本社会党の新宣言は党の性格を「国民の党」と規定し、階級的大衆政党の概念は事実上破棄された。

## 各国における階級的大衆政党

### 韓国
現在、韓国の革新政党は、共に民主党・正義党・民衆党・労働党に4分解している。この状況について、段炳浩議員は、階級的大衆政党を標榜した上での、組織統一を呼びかけている。